# Safijeuka
Safijeuka (biał. Сафіеўка; ros. Софиевка) – wieś na Białorusi, w obwodzie mohylewskim, w rejonie mohylewskim, w sielsowiecie Paszkawa, przy linii kolejowej Orsza – Mohylew.